# Johansonia setosa
Johansonia setosa är en svampart som först beskrevs av Georg Winter, och fick sitt nu gällande namn av Pier Andrea Saccardo 1889. Johansonia setosa ingår i släktet Johansonia och familjen Saccardiaceae.   Inga underarter finns listade i Catalogue of Life.